# Heinz Reschke
Heinz Reschke (* 3. November 1922; † 17. August 1990) war ein Tischtennisspieler und -trainer. Er war DDR-Meister im Mixed.

## Aktiver
Mit 11 Jahren begann Reschke mit dem Tischtennissport. 1941 nahm er erstmals an der Deutschen Meisterschaft teil. Bei DDR-Meisterschaften wurde er 1949 Meister im Mixed (mit Annemarie Matthäß) und 1950 Vizemeister im Einzel. Von 1948 bis 1954 gehörte er zur Nationalmannschaft der DDR. 1950 wurde er in Leipzig für den ersten Vergleichskampf DDR – Bundesrepublik nominiert. Er spielte im Verein Aufbau Mitte Dresden.

## Trainer
Ab 1948 bot Reschke Lehrgänge für Übungsleiter der Sportjugend durch. Im Zeitraum 1955 bis 1959 trainierte er die Damenmannschaft SC Einheit Dresden: Nach zwei Vizemeisterschaften 1957 und 1958 wurde das Team 1959 DDR-Meister. Bei der Weltmeisterschaft 1957 in Stockholm war er Trainer der deutschen Damen.
1990 starb Reschke an den Folgen eines Verkehrsunfalls.